# بئاتریس وب
بئاتریس وب (انگلیسی: Beatrice Webb; ۲۲ ژانویهٔ ۱۸۵۸ – ۳۰ آوریل ۱۹۴۳) جامعه‌شناس سوسیالیست، اقتصاددان، تحول‌خواه اجتماعی و مورخ امور کارگران اهل بریتانیا بود. او مبدع اصطلاح «چانه‌زنی جمعی» (Collective bargaining)، از بنیانگذاران مدرسه اقتصاد لندن و از کلیدی‌ترین چهره‌های جنبش فابیانیسم بود.